# Ульрих Шнафт
Ульрих Шнафт (нем. Ulrich Schnaft) — солдат Ваффен-СС, участник Второй мировой войны. После войны служил в  Армии обороны Израиля, выдавая себя за еврея.

## Биография
Родился в г. Кенигсберг у незамужней женщины, которая отдала Шнафта в детский дом вскоре после рождения. Позже мальчика усыновили.
Получил образование механика. В 1941 году вступил в Ваффен-СС. Направлен на Восточный фронт, где был ранен. После пребывания в госпитале воевал в Югославии и Италии. В 1944 году попал в плен к американцам. В 1947 году освобожден.
Шнафт поселился в Мюнхене и жил в одной комнате с евреем. От соседа он узнал, что те, кто пережил Холокост, получают помощь. Так как Шнафту было трудно найти работу из-за послевоенной разрухи, мужчина решил выдать себя за еврея. В декабре 1947 года под именем Габриэля Вайсмана он попытался нелегально перебраться в подмандатную Палестину. Однако по дороге схвачен и попал в лагерь для интернированных на Британском Кипре.
В 1949 году Шнафту было разрешено выехать в Израиль. Начал изучать иврит. В августе того же года был призван на срочную службу. Шнафт поразил начальство своими военными навыками и знаниями, так что в конце службы ему была предложена возможность стать офицером. Он принял предложение и дослужился до капитана артиллерии.
В 1952 году военнослужащий по пьяни показал товарищам свою фотографию в форме СС и признался, что жил под ложным именем. За это его уволили из армии.
После переехал в Ашкелон, где жил случайными заработками и копил деньги для эмиграции. В это время он закрутил роман с женой начальника, которая была старше его на 20 лет и тоже приехала из Германии. Когда это выяснилось, Шнафт потерял работу, но любовница оставила мужа и переехала с бывшим военным в Хайфу.
В 1954 году пара направилась в ФРГ. По пути на родину, в Генуе, Шнафту было отказано в дальнейшем выезде в Германию, потому что у него был только израильский паспорт, который не разрешал въезд в страну. Любовница бросила его, а позже вернулась в Израиль и помирилась с мужем. Вместе они выехали в Германию.

## Шпионаж
Шнафт задержался в Генуе без денег. Он сначала обратился в консульство ФРГ, но там ему не помогли. Тогда он направился к консульству Египта и предложил полезную информацию, добытую во время службы в израильской армии. Дипломаты были поражены историей немца и отвезли в посольство Египта в Риме, где мужчина встретился с военным атташе. Затем он был доставлен в Каир и в течение месяца интенсивно допытывался спецслужбами. Шнафт передал египтянам подробную информацию о структурах израильской армии, военных базах, вооружении и обучении. Ему предложили вернуться в Израиль в качестве «крота» и присоединиться к израильской армии под фальшивым именем. Однако бывший офицер отказался, так как желал вернуться на родину. Шнафт получил несколько сотен долларов и под именем Роберта Хаята вылетел обратно в Италию и в марте 1954 года прибыл в Германию.
Переехал к своей тете в Франкфурт. Перед отъездом к родственнице он разыскал бывшую возлюбленную, которая сейчас жила с мужем в Берлине. Шнафт рассказал ей про свое настоящее прошлое, а также об шпионаж в пользу Египта. Кроме того, мужчина покинул свой адрес во Франкфурте. Муж любовницы, которому женщина все передала, написал письмо в израильскую спецслужбу Шабак.
Израильские агенты хитростью заманили его обратно в Израиль (представитель спецслужб под видом иракца предложил немцу работать на Багдад). В 1956 году с поддельным израильским паспортом Шнафт прибыл в страну, где его задержали. Экс-военнослужащий был привлечен к суду и приговорен к семи годам лишения свободы.
Дело Шнафта часто упоминается как один из самых необычных примеров того, как бывший нацист выдавал себя за еврея, чтобы начать новую жизнь в Израиле. Это произошло из-за того, что молодое государство отчаянно искала военных специалистов, но из-за массовой иммиграции не могла провести точные проверки.
Долгое время Израиль держал в секрете документы по этому делу. Их выпустили только в 2023 году.

## Дальнейшая судьба
В 1961 году после пяти лет тюрьмы Шнафт был освобожден условно-досрочно за хорошее поведение. Затем он вернулся во Франкфурт. После этого его след теряется и никаких точных сведений больше нет.
По непроверенной информации в книге, выпущенной его сокамерником Экштэйнам, бывший военнослужащий позже был рукоположен у лютеранского священника.